# Wohnhaus Abendrothstraße 32

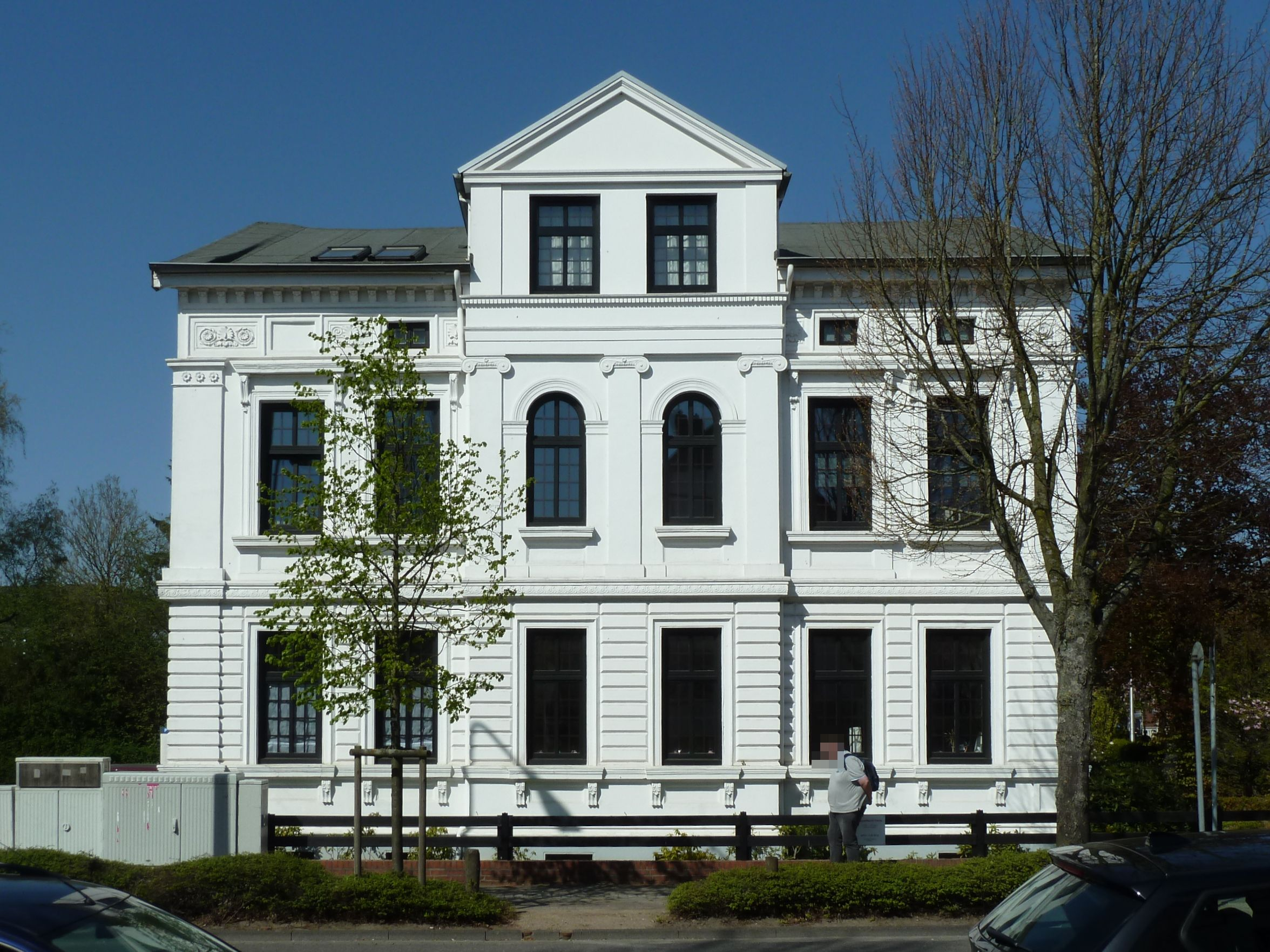
Abendrothstraße 32 (2019)

Das spätklassizistische Wohnhaus Abendrothstraße 32 in der niedersächsischen Kreisstadt Cuxhaven im Landkreis Cuxhaven stammt aus dem dritten Drittel des 19. Jahrhunderts.
Aktuell (2024) wird es für eine Praxis und Wohnungen genutzt.
Das Gebäude steht unter Denkmalschutz (siehe auch Liste der Baudenkmale in Cuxhaven).

## Geschichte und Beschreibung
Die Abendrothstraße wurde 1895 nach dem Ritzebüttler Amtmann Amandus Augustus Abendroth (1767–1842) benannt.
Bis zum Beginn der Bebauung am Westerwischweg vor dem Ersten Weltkrieg waren zwei im Straßenbild repräsentative Wohnhäuser an der Kreuzung Westerwischweg/Südersteinstraße und Abendrothstraße/Altenwalder Chaussee die westliche Bebauungsgrenze Ritzebüttels.
Das zweigeschossige sechsachsige zum Westerwischweg traufständige verputzte Gebäude Abendrothstraße 32 mit Drempel, Mezzaningeschoss, schiefergedecktem Satteldach und dreigeschossigem mittleren Giebelrisalit wurde 1873 als repräsentatives Wohnhaus gebaut. Die mittige Eingangsachse befindet sich am Ostgiebel mit einem auf Säulen ruhenden Balkon und einer reliefierten, triumphbogenartigen Rahmung im Obergeschoss. Die neoklassizistischen Fassaden wurden mit Traufgesimsen, Gesimsen, Pilastern mit dorischen Kapitellen im Risalit, Fensterrahmungen und bossenartigen Strukturen im Erdgeschoss gestaltet.